# مانیپال
مانیپال (به انگلیسی: Manipal) یک منطقهٔ مسکونی در هند است که در بخش ادوپی واقع شده است. مانیپال ۲۹٫۷۱ کیلومتر مربع مساحت و ۵۰٬۰۰۰ نفر جمعیت دارد و ۷۳ متر بالاتر از سطح دریا واقع شده است.